# Rimini Baseball Club
Il Rimini Baseball Club è una società italiana di baseball con sede a Rimini, fondata nel 1949 e dal 2019 non più iscritta al campionato italiano.

## Storia

### Gli inizi
Il gioco del baseball arrivò a Rimini grazie al contributo di Eugenio Pagnini, ex pentatleta olimpico che ritornò da un viaggio negli Stati Uniti con la passione del baseball, divulgandolo ai propri allievi di educazione fisica del liceo Giulio Cesare. Il club disputò il primo campionato della propria storia nel 1949, partecipando alla massima serie organizzata dalla FIBS. Un anno dopo, nel 1950, la squadra entrò a far parte della polisportiva Libertas Rimini diventandone di fatto la sezione di baseball, in una stagione però conclusa con la retrocessione in Serie B. Al termine della stagione 1955 venne interrotta l'attività.

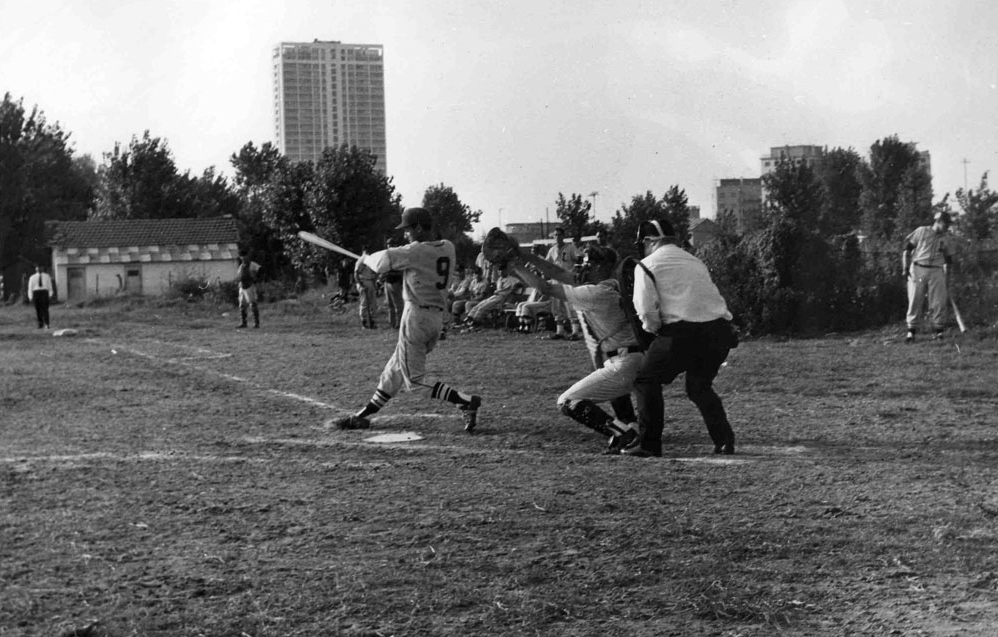
Uno scatto del 1966 al campo dei "Ferrovieri"

Per una decina di anni la città rimase senza una squadra di baseball, poi fu ancora Pagnini a promuovere una ripresa, con il contributo di alcuni ex giocatori della squadra riminese – tra cui i fratelli Zucconi, Frigiola e Oliveti – che portò all'iscrizione alla Serie C 1966 nonostante i pochi soldi a disposizione. Quell'anno venne subito centrata la promozione in Serie B, grazie anche all'apporto del lanciatore italoamericano Gianni Vincenti. Nel 1967 in Serie B campeggiò sulle maglie il primo sponsor, il whisky Hudson's Bay. Durante quel torneo venne schierato lo statunitense Howard Brantley, che si trovava a Rimini poiché in quegli anni l'aeroporto cittadino funse anche da base militare NATO. Per lo stesso motivo, nella squadra sponsorizzata Glen Grant che nel 1969 riconquistò la promozione in Serie A, figuravano i militari americani Bill Fagan e Tom Elliot.
A distanza di vent'anni, Rimini nel 1970 tornò dunque a disputare la massima serie, ma il campionato si chiuse con un penultimo posto e la conseguente retrocessione. La permanenza in Serie B durò due anni, poiché già al termine del torneo 1972 la formazione romagnola seppe riottenere la Serie A.

### I 45 anni d'oro di presidenza Zangheri
Il 1973 fu un anno di svolta per il baseball riminese. Un primo fondamentale motivo fu l'insediamento del nuovo presidente Cesare "Rino" Zangheri, destinato ad essere negli anni e nei decenni a venire il patron artefice di 13 scudetti, 3 Coppe dei Campioni e altre coppe. Un secondo motivo di importanza di quest'annata fu l'inaugurazione del primo vero campo da baseball ovvero l'attuale Stadio dei Pirati, considerando che fino a quel momento la squadra era costretta a giocare allo Stadio Romeo Neri oppure, in precedenza, su un terreno nei pressi della stazione ferroviaria.

Mike Romano nel 1975

Un altro anno fondamentale per la storia del club fu il 1975, quando Rimini divenne per la prima volta campione d'Italia nella storia del baseball italiano. A trascinare la CerCosti fu, tra gli altri, il ventiduenne italoamericano Mike Romano – anch'egli destinato a diventare una colonna del club – che chiuse la stagione con una media PGL di 0,61 e 109 strikeout ottenuti in 103,2 riprese. Il ricevitore fu un altro oriundo storico (militò dal 1974 al 1982) quale Edward "Eddy" Orrizzi, autore di 17 fuoricampo e 68 punti battuti a casa in 59 partite. La vittoria decisiva per il titolo arrivò il 2 novembre, con un successo in trasferta sotto la pioggia contro l'ormai retrocessa Derbigum Bologna, seconda realtà del capoluogo felsineo.
Nel 1976 la squadra non centrò il bis in campionato, ma lo scudetto dell'anno prima permise alla Derbigum (questo il nuovo sponsor) di volare a Madrid e di vincere per la prima volta il titolo di campione d'Europa con il trionfo in Coppa dei Campioni.
Il campionato 1977 si concluse con un arrivo a pari merito tra la Derbigum Rimini e la Germal Parma, ma Zangheri – che voleva uno spareggio in gara unica – si oppose alla decisione di svolgere una serie al meglio delle tre partite e scelse pertanto di non schierare i suoi giocatori, con la conseguenza che il titolo andò a tavolino ai ducali. Fu anche l'anno dell'arrivo del lanciatore Lou Colabello, per il primo dei suoi 7 anni nel club. Il 1978 fu un'altra stagione in cui non arrivarono titoli, ma lo stadio riminese fu uno dei tre stadi designati ad ospitare il campionato mondiale di quell'anno, evento che contribuì all'edificazione della tribuna di cemento armato al posto di quella precedente fatta di tubi.

Ceccaroli, Gambuti e Carelli negli anni '80

Trascinata, tra gli altri, dal trio dei già citati oriundi Romano-Orrizzi-Colabello (con quest'ultimo che tornò dopo un anno ed assunse lo status di giocatore italiano) la Derbigum nel 1979 riuscì a imporsi sia in campo nazionale, con 30 vittorie su 36 partite, che in campo europeo, con il girone unico di Coppa dei Campioni vinto da imbattuta contro Parma, Bologna, gli olandesi del Kinheim e gli spagnoli dell'Hércules. All'ultima giornata del campionato 1980 Rimini festeggiò il terzo scudetto grazie anche alle notizie provenienti da Nettuno, dove i padroni di casa (che condividevano la testa della classifica proprio con la Derbigum) persero contro da Parma facendosi rimontare negli ultimi inning.
Il 1981 e il 1982 furono due annate prive di trofei. Nel 1983 la Papà Barzetti si riprese da un inizio di poule scudetto poco esaltante di 9 vittorie e 9 sconfitte, e invertì la tendenza vincendo 23 delle ultime 24 partite, laureandosi per la quarta volta campione d'Italia. Tra regular season e poule scudetto, i riminesi batterono 138 fuoricampo totali (2,3 a partita), 37 dei quali ad opera del solo Giuseppe Carelli. Lo stesso Carelli, esterno proveniente da Codogno, già da qualche anno aveva iniziato a mettersi in luce, così come iniziò ad emergere il talento dei riminesi Elio Gambuti e Paolo Ceccaroli, con quest'ultimo che nel 1985 venne promosso come lanciatore partente fisso raccogliendo di fatto l'eredità di Colabello. 
Il 1986 fu l'anno in cui venne adottata la formula dei play-off, e la serie finale fu Grosseto-Rimini: i neroarancio rimontarono dal 3-1 al 3-3 nella serie, ma la decisiva gara 7 allo Stadio dei Pirati fu appannaggio dei maremmani. Leader offensivo di quell'annata riminese fu David "Dave" Malpeso, con 28 fuoricampo e una media battuta di .407. Sempre nel corso del 1986, durante i mondiali organizzati nei Paesi Bassi, Carelli con la maglia della nazionale italiana divenne il miglior battitore dei quell'edizione, battendo complessivamente 22/48 con almeno una valida in ciascuna delle 11 partite giocate.
In vista del campionato 1987, in sostituzione del lanciatore Mike Pagnozzi arrivò il connazionale Rick Waits, giocatore con 12 stagioni in Major League all'attivo in carriera. In finale, la Trevi Rimini si vendicò della sconfitta dell'anno precedente chiudendo la serie a gara 5 nel tripudio di uno Stadio dei Pirati in festa per il quinto scudetto.
L'anno seguente – senza Carelli approdato a San Marino per un'annata – fu esonerato a stagione in corso Greg Sabat, tecnico del titolo dell'anno prima, e al suo posto venne adottata la soluzione interna con Rick Waits nel duplice ruolo di lanciatore e al tempo stesso di manager. Ai play-off la Ronson Lenoir piegò prima Grosseto per 4-2 ai quarti, poi l'ostica Parma per 4-3 in semifinale, fino al netto 4-0 ad una Nettuno in ricostruzione. In campo europeo, Rimini arrivò fino alla finale, ma la coppa andò ai padroni di casa del Parma Baseball.
Nel giugno del 1989 i Pirati volarono in Spagna per conquistare la loro terza Coppa dei Campioni sul diamante di Viladecans, alle porte di Barcellona. Imbattuti nelle prime cinque partite contro Parma, Viladecans, Haarlem, Leksand e Anversa, i ragazzi del giocatore-manager Waits si aggiudicarono anche la finale che li vide nuovamente opposti agli Haarlem Nicols, superati per 3-1 davanti agli oltre 150 tifosi riminesi giunti in Catalogna. In campionato invece la finale fu ancora Grosseto-Rimini, con i toscani ad imporsi.
Nel 1990 la Ronson Lenoir giunse a gara 7 delle finali scudetto in casa contro Nettuno, ma i laziali ottennero una vittoria di misura che gli permise di vincere quel titolo nazionale che in riva al Tirreno mancava da 17 anni. L'anno successivo la Telemarket, che nel frattempo aveva perso Ceccaroli, dopo cinque finali consecutive non riuscì a qualificarsi, vista l'eliminazione nelle semifinali contro Parma.
Il tricolore tornò sulle maglie riminesi a seguito della stagione 1992, conclusa con il 3-0 contro Bologna nella serie finale. La Telemarket non riuscì però a bissare il trionfo nel campionato seguente visto che nelle finali – come già avvenuto tre anni prima – Nettuno espugnò lo stadio riminese aggiudicandosi la sfida decisiva. Nel 1994 al palmarès societario si aggiunse la Coppa CEB (trofeo che vedeva impegnate quelle squadre non qualificate per la Coppa dei Campioni), ma il campionato dei riminesi terminò con un'eliminazione nelle semifinali ancora una volta ad opera di Nettuno. Il digiuno di scudetti continuò anche gli anni successivi: per esempio nel 1995 l'IVAS si classificò quinta senza qualificarsi quindi neppure per i play-off, nonostante l'apporto dell'ex Major League Brad Komminsk. Dopo un'altra eliminazione nelle semifinali contro Nettuno, si registrò una nuova esclusione dai play-off, a fronte del sesto posto dell'annata 1997. Nel 1998 la bandiera Mike Romano si ritirò a 45 anni e assunse l'incarico di manager, anche se in realtà – a causa di un'improvvisa emergenza dettata anche dalla squalifica per doping di Matt Apana – dopo anni di utilizzo in altri ruoli tornò sul monte di lancio da partente in gara 4 delle finali perse contro l'ormai solita Nettuno.

Zangheri, al centro in camicia grigia, festeggia con la squadra lo scudetto 1999

Dopo la piccola rivoluzione operata dal patron Zangheri nel 1999, la Semenzato tornò ad essere campione d'Italia: al nono inning della decisiva gara 7 delle finali, sotto 8-7 con due out e solo un uomo in prima base, allo Stadio dei Pirati aleggiava lo spettro dell'ennesima beffa per mano di Nettuno, poi il singolo di Filippo Crociati, due basi per ball e il singolo dell'italoamericano Ed Campaniello consegnarono ai ragazzi del manager Mauro Mazzotti uno scudetto che solo pochi minuti prima pareva sfumato. Nel corso della regular season di quell'annata si registrò anche il perfect game di Tom Urbani, che nella trasferta di San Marino non concesse neppure una base nell'arco dell'intera partita. Nella stagione successiva, quella del 2000 con Mike Romano tornato alla guida in panchina, il ritirato Urbani fu sostituito dal futuro Major League Jason Simontacchi: a giugno la Coppa dei Campioni organizzata a San Marino sfumò in finale contro il Neptunus Rotterdam, mentre in campionato la combattuta serie di semifinale vinta 3-2 contro Grosseto fu seguita da una più agevole serie finale contro Nettuno finita 4-0 per il nono scudetto neroarancio. Il 2001 per la Semenzato fu un anno nefasto sia in campo europeo, con la semifinale di Coppa dei Campioni persa a Rotterdam contro San Marino nonostante all'ottavo inning il vantaggio fosse di 6-0 con due out e nessun uomo sammarinese in base, che in campo nazionale, dato che nella serie finale contro Nettuno i riminesi erano avanti 2 partite a 0 e conducevano gara 3 per 4-0, prima del ribaltone che consegnò ai tirrenici quella più le successive tre partite.
Il 10 ottobre 2002 fu la data dello scudetto della stella: quel giorno, allo Stadio Steno Borghese, la truppa di Mike Romano – considerevolmente rinnovata rispetto all'anno precedente – piegò in gara 5 i padroni di casa del Nettuno con il risultato di 5-0 (il lanciatore vincente di quella partita fu il quarantunenne Roberto Cabalisti, alla quattordicesima delle sue venti stagioni in neroarancio in carriera). Il club del presidente Zangheri conquistò così il decimo titolo nazionale nell'arco degli ultimi 28 campionati.
Nel 2003 tornarono due riminesi storici come il quarantunenne Ceccaroli e il quasi quarantaduenne Gambuti, ma fu ingaggiato anche l'australiano Dave Nilsson (.284 la sua media battuta in 8 anni di Major League con i Milwaukee Brewers) il quale decise però di lasciare il capoluogo adriatico proprio a pochi giorni dall'inizio della Coppa dei Campioni, svolta a Rimini dal 18 al 22 giugno. I Pirati disputarono la competizione senza la sua stella e riuscirono ad arrivare ugualmente in finale, persa però contro i campioni in carica del Neptunus Rotterdam. In campionato non andò meglio dato che la serie di semifinale terminò 4-3 in favore di Modena. Epilogo ancora peggiore fu quello del 2004, quando Rimini rimase fuori dai play-off per la prima volta dopo 7 anni. Nel campionato seguente la qualificazione per i play-off arrivò a fatica, con un quarto posto a pari merito con Parma che premiò i neroarancio in virtù degli scontri diretti, ma poi nelle semifinali Bologna si impose per 4-1.
Lo scudetto del 2006 nacque da un'altra difficile regular season, in cui la Telemarket – con un ruolino di 25 vittorie e 23 sconfitte – conquistò l'accesso ai play-off solo all'ultima giornata: decisivo fu il fatto che il Godo, in quel momento quarto in classifica, incassò sul campo del Modena prima il punto del pareggio al nono inning e poi quello della sconfitta agli extra-inning. In semifinale i Pirati eliminarono i campioni d'Italia di Bologna per 4 partite a 2, poi nella serie finale ebbero la meglio sul Grosseto, con la valida del riminese Mario Chiarini a suggellare il punto del 2-1 che decise gara 5 e che chiuse così la serie sul 4-1, per la conquista del titolo nazionale numero 11.
Nel 2007 la squadra venne eliminata in semifinale di Coppa dei Campioni dai francesi del Rouen, mentre in campionato il piazzamento fu un sesto posto (21 vittorie e 21 sconfitte). Rimini rimase fuori dai play-off anche l'anno successivo, ancora con un sesto posto ma questa volta con rapporto vittorie/sconfitte negativo di 19-23. Nel 2009 la Telemarket del manager Mazzotti chiuse la regular season in testa, ma rimase fuori dalle finali dopo il round robin di semifinale. Il round robin fu fatale anche l'anno seguente, con cinque sconfitte nelle prime cinque partite che pregiudicarono l'accesso alle finali, oltre all'eliminazione arrivata in campo europeo alla final four di Barcellona nella semifinale contro l'Heidenheim. Nel 2011 arrivò un quinto posto e l'esclusione dal girone di semifinale. Rimini tornò a disputare le finali nel 2012, dopo 6 anni di astinenza, ma i neroarancio dovettero arrendersi contro San Marino. Stesso epilogo l'anno successivo, mentre nel 2014 fu Bologna vincere il titolo in finale contro la squadra riminese.

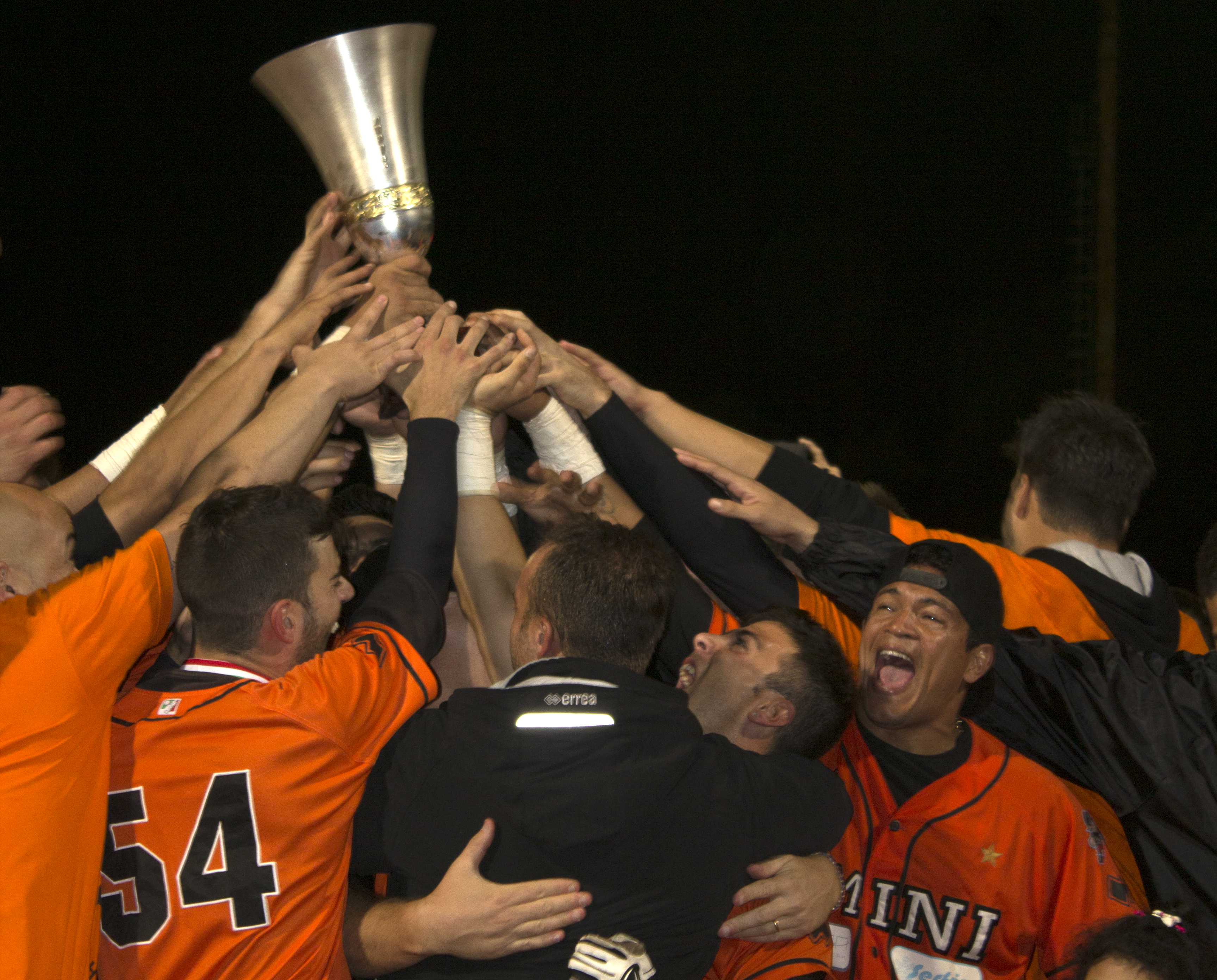
Festeggiamenti per il titolo 2015

Il dodicesimo scudetto arrivò nel 2015, quando i ragazzi del nuovo manager Orlando Muñoz riuscirono ad arrivare in finale dove ebbero la meglio sui favoriti bolognesi con un secco 4-0 nella serie, celebrando in casa propria un titolo che mancava da quasi un decennio.
Nel giugno del 2016 la squadra sfiorò il titolo europeo nella finale dello Stadio dei Pirati contro l'L&D Amsterdam, ma gli olandesi riuscirono a prevalere di misura agli extra-inning. Le finali scudetto del 2016 furono invece caratterizzate dalle polemiche di gara 6 a Bologna, giudicata da Zangheri come una farsa. La partita iniziò alle 20:30 sotto la pioggia e proseguì inizialmente fino alle 22:00, quando il risultato di 2-0 per la squadra di casa non era omologabile da regolamento essendo il quinto inning, così una trentina tra volontari e tesserati bolognesi lavorarono al terreno di gioco compromesso dal maltempo. Quasi due ore dopo gli arbitri decisero di riprendere, salvo interrompere nuovamente intorno alle ore 00:20 quando era in corso il sesto inning con il risultato nel frattempo diventato omologabile. Dopo il secondo lungo stop, alle 2:05 di notte, l'arbitro Filippi decretò la partita anticipatamente terminata, e Bologna poté festeggiare tra i pochi spettatori rimasti.
La rivincita su Bologna si concretizzò l'anno dopo, nella decisiva gara 5 di semifinale, con la formazione riminese che sbancò lo Stadio Gianni Falchi con il punteggio di 5-4. Questo successo aprì la strada alla finale contro San Marino, vinta davanti al proprio pubblico con un netto 3-0 nella serie. Fu il primo scudetto del riminese Paolo Ceccaroli nelle vesti di manager neroarancio dopo i cinque vinti da giocatore dei Pirati, e il tredicesimo del presidente Zangheri e dello stesso Rimini Baseball Club.

### L'addio di Zangheri e la mancata iscrizione dopo un anno
Al termine della stagione 2017, conclusa appunto con il tredicesimo scudetto, l'ottantacinquenne Cesare "Rino" Zangheri complici alcuni problemi di salute concluse la sua lunghissima parentesi da presidente durata 45 anni. Lo fece lasciando la società al quarantunenne milanese Simone Pillisio, il quale lasciò al tempo stesso il Novara Baseball. Pillisio rimase per una stagione nella quale il Rimini Baseball arrivò in semifinale scudetto e in finale di European Champions Cup, poi, prima dell'avvio della stagione 2019, comunicò di abbandonare la presidenza del club per passare al Nettuno Baseball City, finendo anche per trasferire in riva al Tirreno parte dell'ormai ex rosa riminese. La società continuò formalmente ad esistere a livello giuridico, senza però avere squadre iscritte ai campionati. Zangheri nel frattempo si spense il 16 febbraio di quell'anno.
Il Rimini Baseball Club non si iscrisse al campionato neppure nelle annate seguenti, perdendo nel frattempo il possesso dello Stadio dei Pirati dopo la sentenza del TAR del maggio 2021 favorevole al Comune di Rimini. Intanto la città ritrovò la massima serie con il nuovo progetto New Rimini Baseball Softball, creato prima dell'inizio della Serie A 2021.

## Palmarès

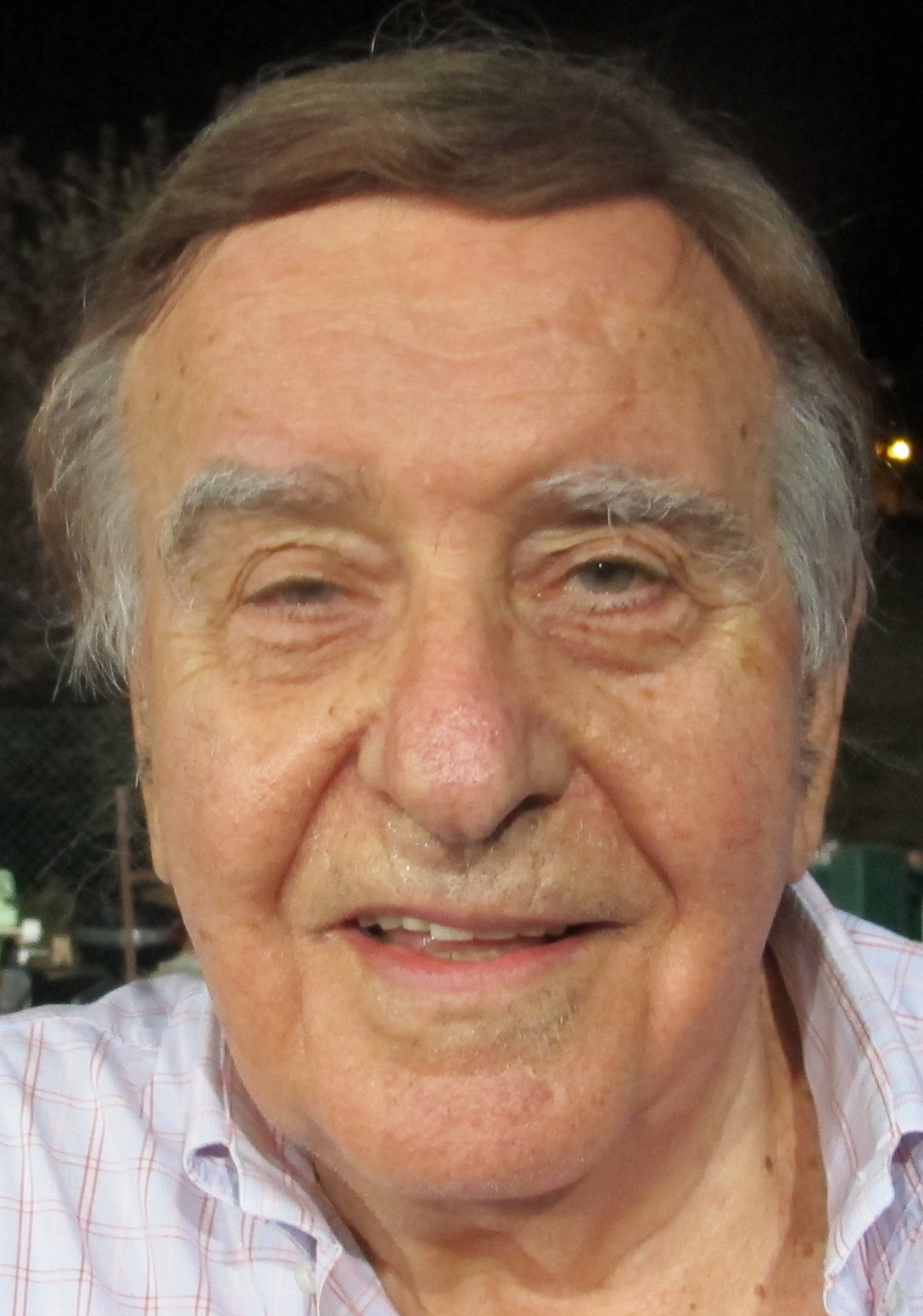
Lo storico presidente Cesare "Rino" Zangheri in una foto del 2012

### Trofei ufficiali

#### Nazionali
18 trofei
- Campionati italiani: 13

1975, 1979, 1980, 1983, 1987, 1988, 1992, 1999, 2000, 2002, 2006, 2015, 2017
- Coppe Italia: 5

2001, 2002, 2013, 2014, 2016

#### Internazionali
4 trofei
- Coppe dei Campioni: 3

1976, 1979, 1989
- Coppa CEB: 1

1994

## Archivio stagioni
- Rimini Baseball Club 2011
- Rimini Baseball Club 2012
- Rimini Baseball Club 2013
- Rimini Baseball Club 2014
- Rimini Baseball Club 2015
- Rimini Baseball Club 2016
- Rimini Baseball Club 2017
- Rimini Baseball Club 2018